# Хёхстенбах
Хёхстенбах (нем. Höchstenbach) — община в Германии, в земле Рейнланд-Пфальц.
Входит в состав района Вестервальд. Подчиняется управлению Хахенбург. Население составляет 673 человека (на 31 декабря 2010 года). Занимает площадь 5,67 км².